# شهرستان یوانان
شهرستان یوانان (به لاتین: Yuan'an County) یک شهرستان‌های جمهوری خلق چین در چین است که در ایچانگ واقع شده‌است.
 شهرستان یوانان ۱٬۷۵۲ کیلومتر مربع مساحت و ۱۸۴٬۵۳۲ نفر جمعیت دارد.